# 실용견

아메리칸 케널 클럽의 로고

실용견(實用犬, utility dog), 또는 비렵견(非獵犬, nonsporting dog)은 개의 품종 분류의 하나다.

## 대표적 품종
- 아메리칸 에스키모 독
- 불도그
- 달마티안
- 푸들
- 티베탄 스패니얼
- 비숑 프리제
- 차이니즈 샤페이
- 프렌치 불도그
- 라사 압소
- 스키퍼키
- 티베탄 테리어
- 보스턴 테리어
- 차우차우
- 진돗개
- 시바견
- 삽살개